# دبليو. أندرو روبنسون
دبليو. أندرو روبنسون (بالإنجليزية: W. Andrew Robinson)‏ هو صحفي بريطاني، ولد في 1957 في إنجلترا في المملكة المتحدة.